# 复合维生素

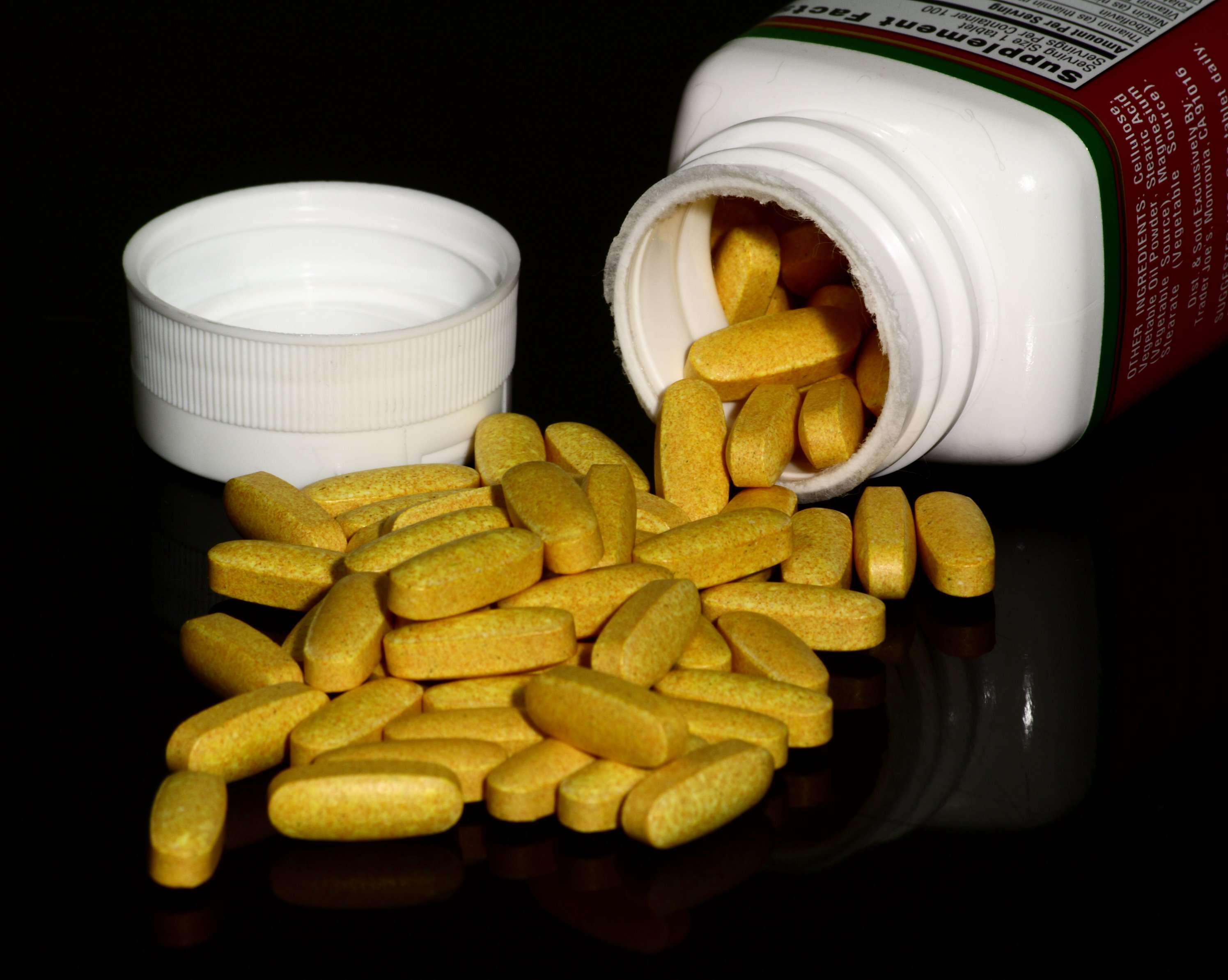
复合维生素中包含許多微量营养素，例如维生素及礦物質

复合维生素（Multivitamin）是一种膳食补充剂，含有维生素及矿物质等微量营养素。通常所见的复合维生素有片剂、胶囊剂、锭剂、粉状、液状及注射剂等形式。除注射剂在医师指导下方可使用外，其他形式的复合维生素被国际食品法典委员会认定属于食品范畴。
有科学研究表明，在健康人群中，复合维生素不能预防癌症及心脏病等疾病，无需定期摄取。然而，特定人群可能会受益于复合维生素，如营养不良的人群及老年性黃斑部病變高风险人群。
复合维生素目前没有标准的科学定义。在美国，复合维生素被定义为含有至少三种维生素及矿物质（草药、激素及其他药物不计）的膳食补充剂，其中每份制剂所含维生素及矿物质的剂量应低于食品药品监督管理局规定的可耐受最高摄入量，并且不应存在有害健康的风险。

## 成分
复合维生素配方可能包含维生素C、B1、B2、B3、B5、B6、B7、B9、B12、A（包括β-胡萝卜素）、E、D2（或D3）、K，以及钾、碘、硒、硼酸盐、锌、铁、钙、镁、锰、钼等矿物质。。
复合维生素针对不同年龄和性别有不同的配方。有些可以满足具体的营养需求（如產前維生素）。对于男性，复合维生素的铁含量可能较少。而对于老年人，配方中包含较多的维生素D。某些配方亦添加额外的抗氧化剂。
在美国，美国食品药品监督管理局（FDA）要求市场上的复合维生素产品至少有三种维生素及矿物质，且每份制剂所含维生素及矿物质的剂量低于可耐受最高摄入量（Tolerable upper intake levels），配方中不含草药、激素及药物。美国药典USP含有一些膳食补剂配方，其中也包括复合维生素。
在中国，复合维生素作为非处方药销售时称为多维元素片。常见的种类有两种：中国药典规定的“多维元素片(21)”（商品名有“21金维他”等）、善存使用的“多维元素片(29)”配方和“善存银”的“多维元素片(29-II)”配方。

## 服用
对于特定人群（尤其是老年人），在饮食中添加额外的维生素和矿物质会有益于健康。但是，大多数人不会从中受益。饮食失衡的人、孕妇及老年人的营养需求与其他成年人不同，医师可能会建议服用复合维生素。通常情况下，医学建议妇女在怀孕期间避免服用复合维生素（特别是含有维生素A的），除非医师建议服用。但是，国民医疗服务体系建议在怀孕期间和哺乳期间每天服用10μg维生素D，并建议在第一个三月期（怀孕的前12周）期间每天服用400μg叶酸。某些妇女在怀孕期间可能需要服用铁、维生素C或钙补充剂，但须遵照医嘱。
在1999－2000年国家健康营养调查中，美国52％的受调查成年人报告在过去一个月内至少服用一种膳食补充剂，35％的受调查成年人报告定期服用复合维生素。女性比男性、老年人比年轻人、非西班牙裔白人比非西班牙裔黑人、受教育程度较高的人比受教育程度较低的人更倾向于服用复合维生素。服用膳食补充剂（包括复合维生素）的人通常会报告较高的膳食营养摄入量和更健康的饮食习惯。此外，有前列腺癌和乳腺癌病史的成年人更倾向于服用复合维生素。

## 安全
复合维生素中每种维生素的剂量通常为在多数人群（占比约97.5%）中取得较理想效果的量，该剂量可能与某些亚群（如儿童、孕妇以及处于特定医疗状况的人）所需要的量有差别，甚至是有害的。（此处97.5%是基于参考膳食摄入量 中RDA作为“满足第97.5百分位的需求的最小量”和UL作为“97.5%人群所能承受的最大无危害持续剂量”推出的，实际应用中两者相差甚大，一般有满足更大人群比例的空间。）
维生素对健康的影响通常遵循双相的剂量-反应关系，呈现为钟形曲线，中间区域为安全摄入范围，边缘则代表营养缺乏或毒性。例如，美国食品药品监督管理局（FDA）建议，每日饮食热量为2000卡路里的成年人，每日应摄取60－90mg维生素C，每日上限剂量为2000mg，而过量则被认为有潜在危险。
特别地，孕妇应在服用任何种类复合维生素之前咨询医生。例如，过量或缺乏维生素A都可能导致先天畸形，而遵照医嘱服用產前維生素可避免维生素A缺乏或过量。
长期服用β-胡萝卜素、维生素A或维生素E补充剂可能会缩短寿命，并提高重度吸烟者、石棉接触者以及酗酒者罹患肺癌的风险。在美国，许多常见的补品中某些维生素或矿物质的含量都高于参考膳食摄入量。
严重的维生素和矿物质缺乏症需要药物治疗，并且很难用普通的非处方复合维生素治疗。
大量服用含铁盐的复合维生素可能会引起急性藥物過量，对儿童致命。然而，维生素摄入过多而发生急性副作用的风险较小。